# 北參道站
北參道站（日语：／ Kita-sandō eki */?）是位於日本東京都澀谷區千駄谷，屬於東京地下鐵副都心線的鐵路車站。車站編號是F 14。

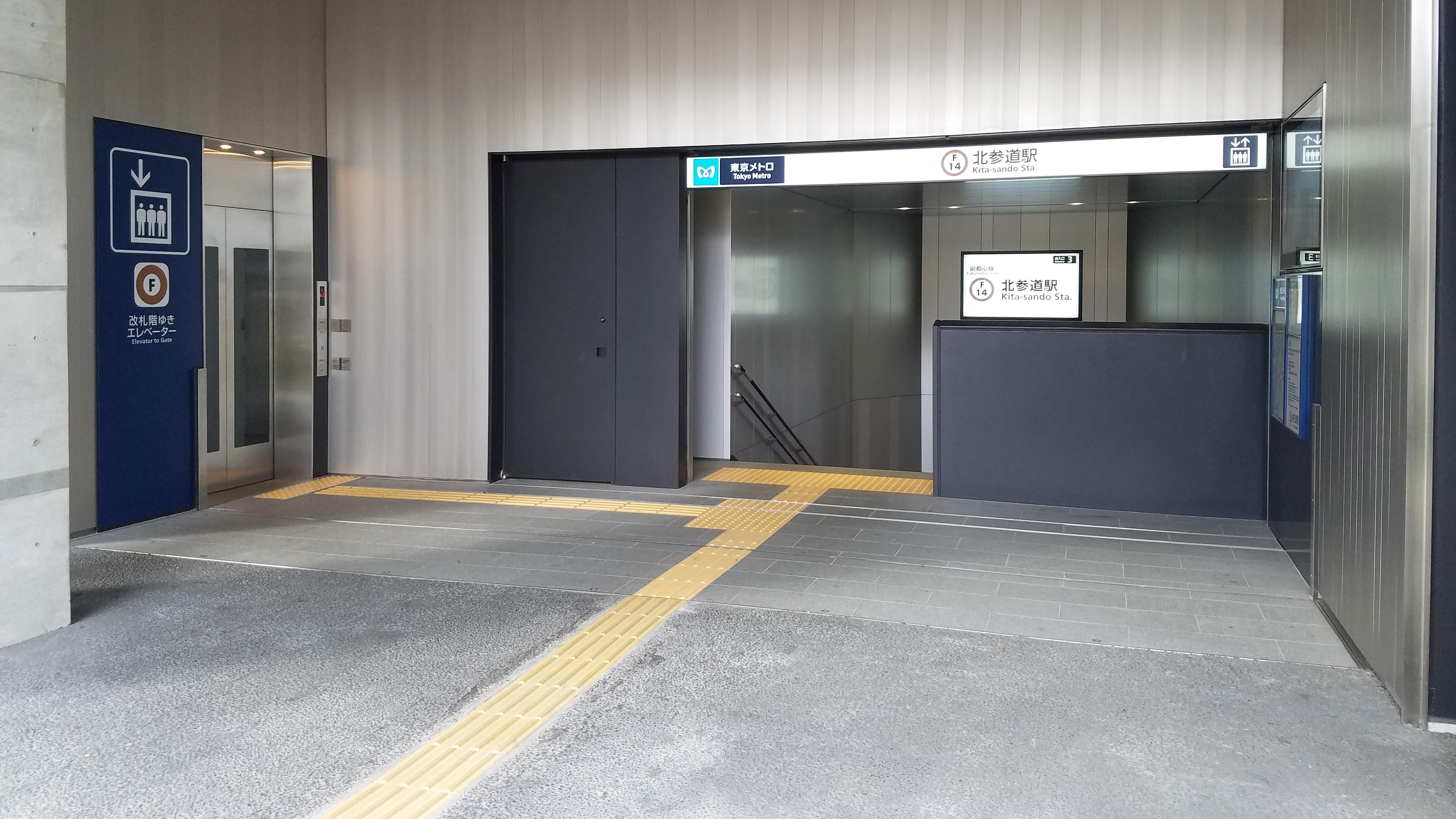
3號出入口(2017年8月)

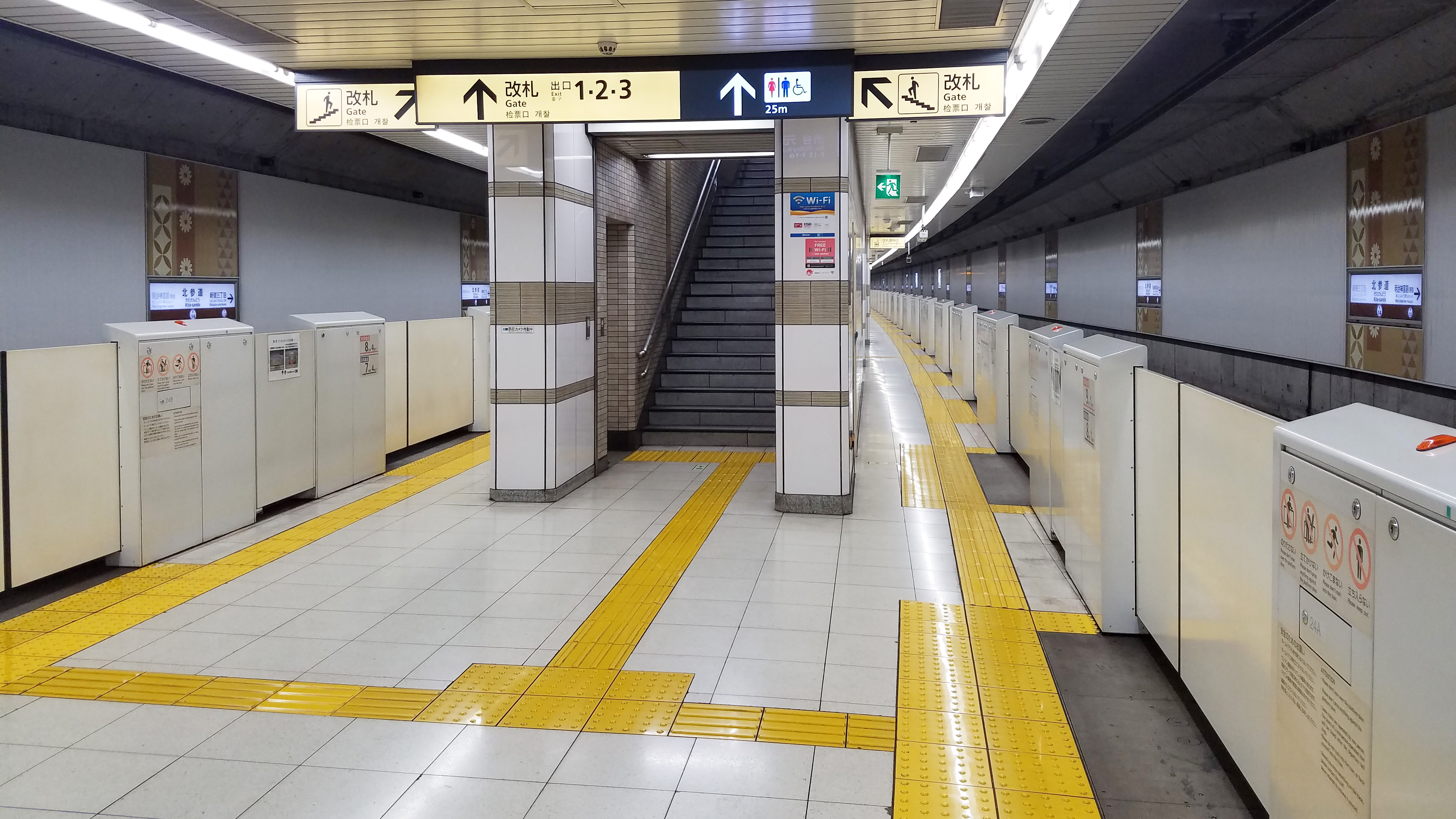
月台(2017年8月)

## 歷史
本站在計畫初期名為「新千駄谷站」。2008年6月14日，本站隨著副都心線一同開業。13號線當初並未計畫在明治通和千駄谷地區設站，但在澀谷區的請求下於1999年（平成11年）5月取得設站許可。當時站名暫定為「新千駄谷」，但因附近有明治神宮北參道與明治通的「北參道交差點」，因此命名為「北參道站」。北參道交差點下有2000年開通的都營地下鐵大江戶線通過，但由於接近代代木站因此不新設轉乘站。
明治通至明治神宮北參道鳥居的街道在過去稱作「裏參道」（與表參道對應）。而北參道交差點過去曾有圓環，圓環中央有棵大櫸樹，後因首都高速道路4號新宿線的建設與交通量增加等變為現狀。

## 車站構造
此站位於明治通的北參道交差點至原宿警察署附近的16米地底下，月台配置為1面2線的島式月台。

### 月台配置
| 月台 | 路線     | 目的地                                          | 備註                                                                                                   |
| ---- | -------- | ----------------------------------------------- | --- |
| 1    | 副都心線 | 明治神宮前〈原宿〉、澀谷、橫濱、元町·中華街方向 | 澀谷站直通 東急東橫線，橫濱站直通 港未來線                                                             |
| 2    | 副都心線 | 池袋、和光市、森林公園、飯能方向                | 和光市站直通 東武東上線（直通至森林公園站）或 小竹向原站直通 西武池袋線（經 西武有樂町線直通至飯能站） |

（來源：東京地下鐵:構內圖（页面存档备份，存于））

## 利用狀況
2017年度1日平均上下車人次為23,969人，在東京地下鐵全部130個車站中排名第122位。
各年度使用人次如下表。
| 年度               | 1日平均 上下車人次 | 1日平均 上車人次 | 來源    |
| ------------------ | ------------------ | ---------------- | ------- |
| 2008年（平成20年） | 10,606             | 4,296            | [ * 1 ] |
| 2009年（平成21年） | 12,029             | 6,041            | [ * 2 ] |
| 2010年（平成22年） | 13,065             | 6,512            | [ * 3 ] |
| 2011年（平成23年） | 13,183             | 6,577            | [ * 4 ] |
| 2012年（平成24年） | 14,376             | 7,140            | [ * 5 ] |
| 2013年（平成25年） | 18,327             | 9,134            | [ * 6 ] |
| 2014年（平成26年） | 20,245             | 10,085           | [ * 7 ] |
| 2015年（平成27年） | 21,942             | 10,932           | [ * 8 ] |
| 2016年（平成28年） | 23,051             | 11,501           | [ * 9 ] |
| 2017年（平成29年） | 23,969             |                  |         |

## 車站週邊
車站西方是明治神宮，東北方較遠處有新宿御苑，東方有明治神宮外苑。周邊多衣服產業與公寓。
本站非轉乘站，但1號出入口步行五分鐘可至代代木站。千駄谷站與本站之間步行也僅需10分鐘左右。

### 出入口1
北側（池袋方向）出入口
公共機關
- 澀谷區役所（日语：渋谷区役所）千駄谷出張所
- 澀谷區立鳩森小學校
- 澀谷區立鳩森幼稚園

團體、企業
- 神社本廳
- 明治神宮（北參道口）
- 幻冬舍
- 日本共產黨本部
- 赤旗報編集局
- 新日本出版社（日语：新日本出版社）本社
- 葛蘭素史克日本支社
- 修養團（日语：修養団）（SYD）
  - SYD Hall
- 藤田 (企業)（日语：フジタ）本社
- 大京本社

其他
- 新宿御苑（千駄谷門）
- 東海大學醫學部附屬東京醫院（日语：東海大学医学部付属東京病院）
- 國立能樂堂
- 澀谷千駄谷郵便局
- 北參道交差點
- 代代木站
- 北參道Strobe cafe（Live Cafe）

### 出口2
南側（澀谷方向）出入口。IBF PLANNING大樓內。
公的機関
- 澀谷區立千駄谷小學校
- 澀谷區立原宿外苑中學校（日语：渋谷区立原宿外苑中学校）
- 澀谷區千駄谷區民会館
- 澀谷區千駄谷社會教育館
- 澀谷區千駄谷敬老館

團體、企業
- 東京勤勞者醫療會（日语：東京勤労者医療会）本部
  - 代代木醫院
- 日本將棋聯盟東京、將棋會館（日语：将棋会館）

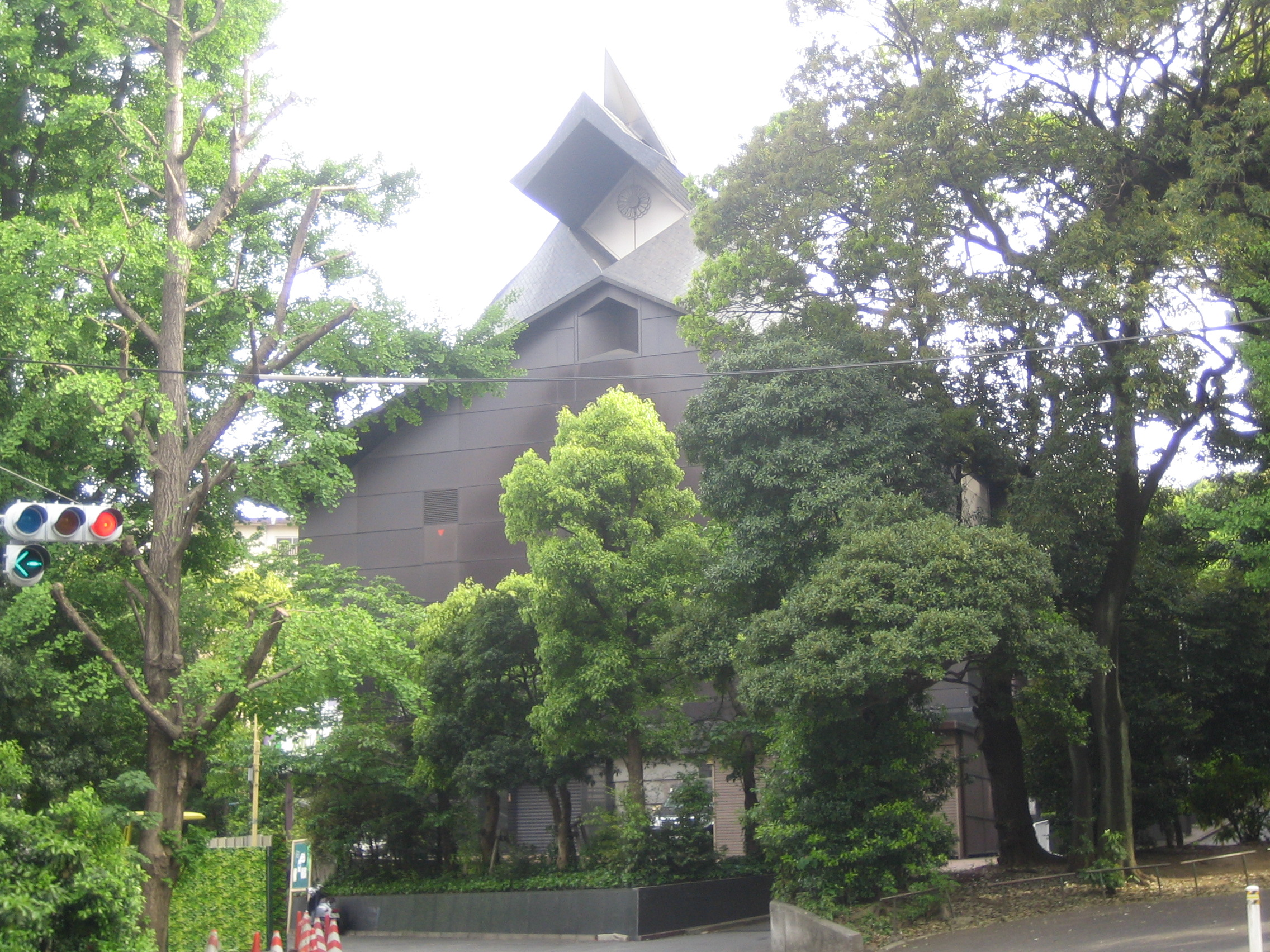
FIVE FOXes（日语：ファイブフォックス）本社
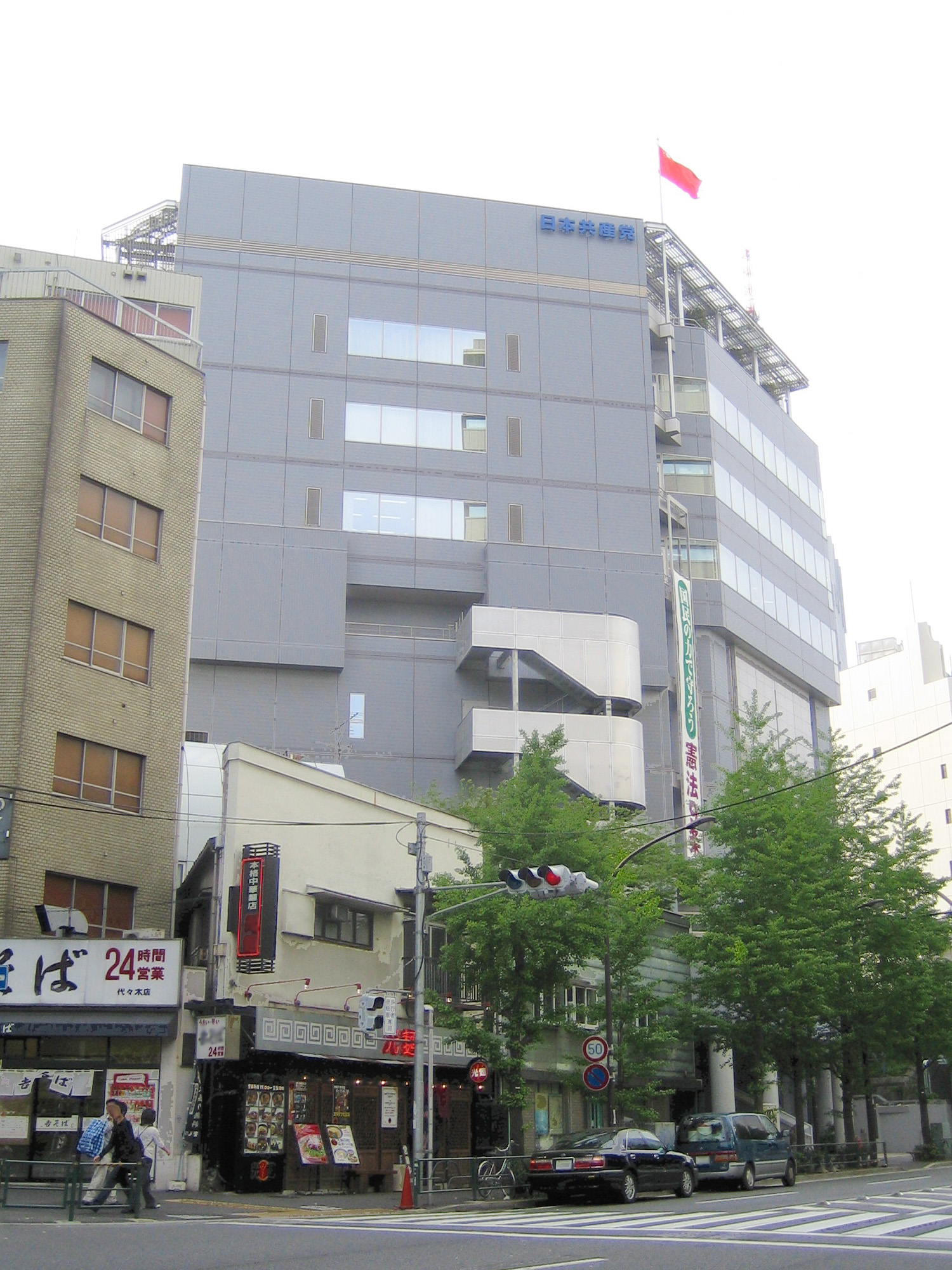
SAZABY LEAGUE（日语：サザビーリーグ）本社
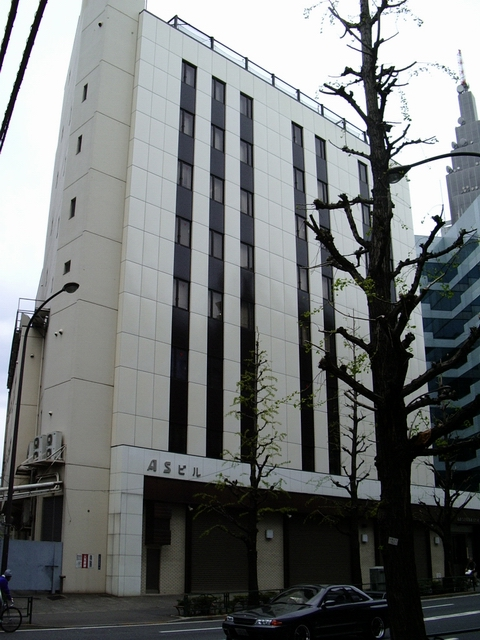
日本星巴克本社
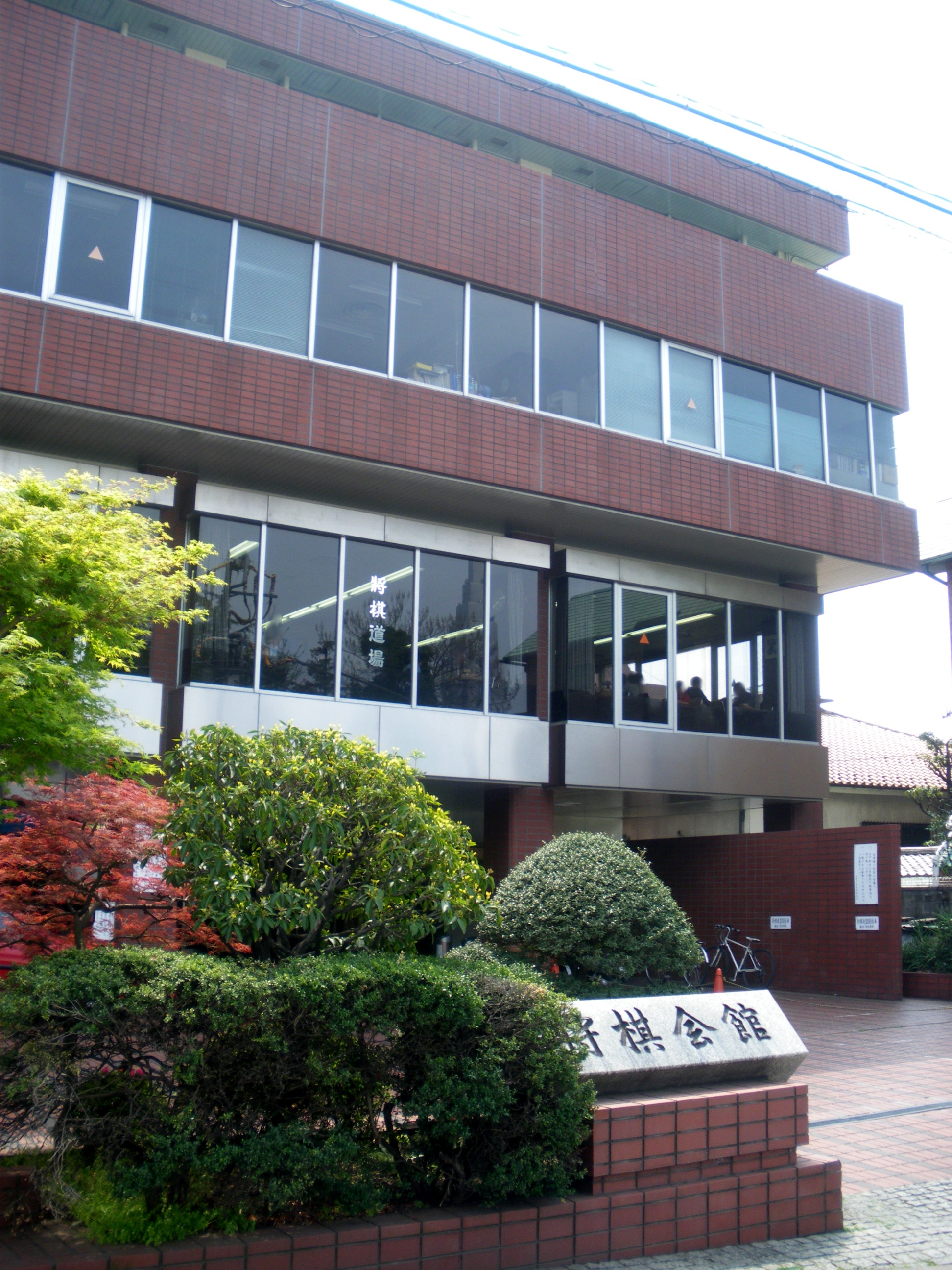
婦人民主俱樂部（日语：婦人民主クラブ）

其他
- 東京體育館
- 國立霞丘競技場
- 津田塾大學千駄谷校區
- 千駄谷站
- 國立競技場站

- 神社本廳
- 日本共產黨本部
- 赤旗報編集局
- 將棋會館

## 巴士路線
本站附近有都營巴士與社區巴士「八公巴士」的巴士站。
北參道（都營）
- 池86：池袋站東口 - 學習院下 - 東新宿站 - 新宿伊勢丹 - 北參道 - 澀谷站東口

北參道交差點（八公巴士）
- 神宮之杜線：參宮橋站、代代木站方向／明治神宮前站、澀谷站方向

## 相鄰車站
東京地下鐵
 副都心線

■急行、■通勤急行
通過
■各站停車
新宿三丁目（F 13）－北參道（F 14）－明治神宮前（F 15）

### 來源
東京都統計年鑑
1. ↑  .   [2017-05-14]. （原始内容存档于2017-07-29）.
2. ↑  .   [2017-05-14]. （原始内容存档于2016-03-26）.
3. ↑  .   [2017-05-14]. （原始内容存档于2016-03-27）.
4. ↑  .   [2017-05-14]. （原始内容存档于2016-03-25）.
5. ↑  .   [2017-05-14]. （原始内容存档于2016-03-27）.
6. ↑  .   [2017-05-14]. （原始内容存档于2016-03-22）.
7. ↑  .   [2017-05-14]. （原始内容存档于2017-07-30）.
8. ↑  .   [2019-01-23]. （原始内容存档于2018-11-09）.
9. ↑  .   [2019-01-23]. （原始内容存档于2019-05-02）.

## 外部連結
- 北參道/F14 | 路線・車站資訊 | 東京地下鐵